# Termočlánek
Termočlánek je zdroj elektrického proudu, používaný především jako čidlo teploty. Využívá principu termoelektrického jevu. Může být případně používán také jako spolehlivý zdroj elektrického proudu, ale jeho energetická účinnost a výkon jsou malé.
Skládá se ze dvou kovů zapojených do série se dvěma spoji (kov A – spoj AB – kov B – spoj BA – kov A). Mají-li spoje navzájem různou teplotu, vzniká na každém ze spojů odlišný elektrický potenciál, který je zdrojem proudu.

## Využití

### Teplotní čidla
Samostatné termočlánky jsou užívány jako teplotní čidla pro teploty v řádech stovek stupňů. Citlivost se pohybuje v řádech desítek mikrovoltů na °C.

Termočlánky dělíme dle použitých kovů a maximální teploty. Označení termočlánků vychází z ČSN EN 60584-1 Termoelektrické články – Část 1: Referenční tabulky.

Schéma termočlánku typu K (chromel–alumel) ve standardním termočlánkovém měřícím zapojení.

| typ   | teploty [°C] | teploty [°C] | citlivost [μV/°C] | dvojice kovů           |
| typ   | min.         | max.         | citlivost [μV/°C] | dvojice kovů           |
| ----- | ------------ | ------------ | ----------------- | ---------------------- |
| Typ B | 0            | 1700         |                   | Platina-Rhodium        |
| Typ C | 0            | 2300         |                   | Wolfram-Rhenium        |
| Typ D | 0            | 2300         | 8                 | Wolfram-Rhenium        |
| Typ E | −200         | 950          |                   | chromel-konstantan     |
| Typ G | 0            | 2300         |                   |                        |
| Typ J | 0            | 750          | 52,3              | železo-konstantan      |
| Typ K | −200         | 1250         | 40,8              | chromel-alumel (Cr-Al) |
| Typ N | −270         | 1300         |                   |                        |
| Typ R | 0            | 1450         |                   | platinarhodium-platina |
| Typ S | 0            | 1400         | 6,3               |                        |
| Typ E | −250         | 350          |                   |                        |
| Typ T |              |              | 43                | měď-konstantan         |

### Výroba proudu
Pro výrobu proudu je výkon jednotlivého termočlánku velice malý. Proto jsou při praktickém použití takové termočlánky sdružovány do baterií.
Významné použití termočlánků je u kosmických sond k vnějším planetám. Je součástí radioizotopového termoelektrického generátoru. Zde se využívá především dlouhodobé spolehlivosti termočlánku.